# Doris Kuhlmann-Wilsdorf
Pour les articles homonymes, voir Kuhlmann et Wilsdorf.
Doris Kuhlmann-Wilsdorf (15 février 1922 - 25 mars 2010) est une métallurgiste allemande.

## Biographie
Doris Kuhlmann-Wilsdorf naît à Brême, en Allemagne, le 15 février 1922, d'Adolph Friedrich et d'Elsa Kuhlmann. Elle fréquente l'université de Göttingen à partir de 1942 où elle obtient son doctorat en science des matériaux en 1947. Kuhlmann-Wilsdorf poursuit ses recherches sous la direction de Sir Nevill Francis Mott à l'université de Bristol,. Elle épouse Heinz Wilsdorf en 1950, avec qui elle se rend à l'université de Witwatersrand pour y travailler comme maître de conférences la même année. En 1956, ils ont déménagé aux États-Unis pour travailler à l'université de Virginie comme professeurs dans les départements de physique et de science des matériaux. Elle est nommée professeure universitaire de sciences appliquées en 1966 ; elle est la première femme nommée professeure titulaire à l'université de Virginie en dehors des écoles de médecine et d'infirmières. En 1994, Kuhlmann-Wilsdorf et son mari ont financé une chaire à leur nom et d'anciens étudiants ont créé un bâtiment commémoratif sur le campus à leur nom en 2001.
Doris Kuhlmann-Wilsdorf prend sa retraite en 2005 et décède après une courte maladie le 25 mars 2010 à Charlottesville, en Virginie,. Ses papiers sont conservés à la Albert and Shirley Small Special Collections Library de l'université de Virginie.

## Recherche
Doris Kuhlmann-Wilsdorf publie plus de 250 articles et est consultante pour un certain nombre de sociétés. Ses recherches portaient principalement sur la métallurgie et la science des matériaux (avec une expertise en tribologie), connue pour sa conception de brosses électriques en métalfibres utilisées comme contacts électriques glissants. Elle était membre de la Société américaine de physique et de l'American Society of Metals.

## Distinctions et récompenses
- Médaille d'excellence en recherche de l'American Society of Engineering Education (1965 et 1966)
- Médaille Heyn de la société allemande des sciences des matériaux (1988)[6].
- Prix d'excellence de la Society of Women Engineers (1989)
- Prix de la réussite scientifique Ragnar Holm de l'Institute of Electrical and Electronics Engineers (1991)
- Christopher J. Henderson Inventeur de l'année (2001)
- Fellow de TMS-AIME (2006)[2]